# Rossiglione
Rossiglione é uma comuna italiana da região da Ligúria, província de Génova, com cerca de 3.063 habitantes. Estende-se por uma área de 47 km², tendo uma densidade populacional de 65 hab/km². Faz fronteira com Belforte Monferrato (AL), Bosio (AL), Campo Ligure, Molare (AL), Ovada (AL), Tagliolo Monferrato (AL), Tiglieto.

## Demografia
| Variação demográfica do município entre 1861 e 2011                               |
|                                                                                   |
| Fonte: Istituto Nazionale di Statistica (ISTAT) - Elaboração gráfica da Wikipedia |